# Corythucha
Genre
Corythucha est un genre d'insectes de l'ordre des hémiptères, du sous-ordre des hétéroptères (punaises), de la famille des Tingidae, de la sous-famille des Tinginae et de la tribu des Tingini.
Corythucha est un petit insecte d'environ 1 à 2 millimètres, se trouvant généralement proche des arbres de type Platanaceae et pouvant voler.
Le genre, identifié par l'entomologiste suédois Carl Stål en 1873, est originaire des écozones néarctique et néotropicale et comprend environ 70 espèces. C'est en Amérique du Nord que le genre présente la plus grande diversité avec environ 50 espèces. Environ 10 espèces sont présentes en Amérique du Sud. Plusieurs espèces ont été transportées sur d'autres continents. En France, on trouve depuis 1975, le tigre du platane (C. ciliata) et depuis 2017, le tigre du chêne (C. arcuata).

## Liste des espèces
- Corythucha abdita  Drake, 1948
- Corythucha acculta Osborn & Poor, 1942
- Corythucha aesculi Osborn & Drake, 1916
- Corythucha agalma Osborn & Cobben, 1960
- Corythucha anamesa Knudson, 2018
- Corythucha arcuata (Say, 1832) - le tigre du chêne
- Corythucha argentinensis Monte, 1940
- Corythucha associata Osborn & Drake, 1916
- Corythucha baccharidis Drake, 1922
- Corythucha bellula Gibson, 1918
- Corythucha boliviana Monte, 1946
- Corythucha brunnea Gibson, 1918
- Corythucha bulbosa Osborn & Drake, 1916
- Corythucha caelata Uhler, 1894
- Corythucha caryae Bailey, 1951
- Corythucha celtidis Osborn & Drake, 1916
- Corythucha cerasi Drake, 1948
- Corythucha championi Osborn & Cobben, 1960
- Corythucha ciliata (Say, 1832) - le tigre du platane
- Corythucha clara Osborn & Hambleton, 1938
- Corythucha confraterna Gibson, 1918
- Corythucha coryli Osborn & Drake, 1917
- Corythucha cydoniae (Fitch, 1861)
- Corythucha decepta Drake, 1932
- Corythucha distincta Osborn & Drake, 1916
- Corythucha elegans Drake, 1918
- Corythucha eriodictyonae Osborn & Drake, 1917
- Corythucha floridana Heidemann, 1909
- Corythucha fuscigera (Stål, 1862)
- Corythucha fuscomaculata (Stål, 1858)
- Corythucha globigera Breddin, 1901
- Corythucha gossypii (Fabricius, 1794)
- Corythucha heidemanni Drake, 1918
- Corythucha hewitti Drake, 1919
- Corythucha hispida Uhler, 1894
- Corythucha immaculata Osborn & Drake, 1916
- Corythucha incurvata Uhler, 1894
- Corythucha juglandis (Fitch, 1857)
- Corythucha lowryi Drake, 1948
- Corythucha marmorata (Uhler, 1878)
- Corythucha mcelfreshi Drake, 1921
- Corythucha mollicula Osborn & Drake, 1916
- Corythucha montivaga Drake, 1919
- Corythucha morrilli Osborn & Drake, 1917
- Corythucha nicholi Drake, 1928
- Corythucha nobilis Osborn & Bondar, 1932
- Corythucha nocens Osborn & Hambleton, 1942
- Corythucha obliqua Osborn & Drake, 1916
- Corythucha omani Drake, 1941
- Corythucha padi Drake, 1917
- Corythucha pallida Osborn & Drake, 1916
- Corythucha pallipes Parshley, 1918
- Corythucha palmatis Drake, 1929
- Corythucha pellucida Osborn & Hambleton, 1938
- Corythucha pergandei Heidemann, 1906
- Corythucha pruni Osborn & Drake, 1916
- Corythucha rolstoni Ajmat, 1991
- Corythucha sagillata Drake, 1932
- Corythucha salicata Gibson, 1918
- Corythucha scitula Drake, 1948
- Corythucha seguyi Drake, 1921
- Corythucha serta Osborn & Hambleton, 1945
- Corythucha setosa Champion, 1897
- Corythucha socia Monte, 1940
- Corythucha sphaeraceae Drake, 1920
- Corythucha spinosa (Dugès, 1889)
- Corythucha tapiensis Ajmat, 1991
- Corythucha translucida Monte, 1946
- Corythucha tuthilli Drake, 1940
- Corythucha ulmi Drake, 1916
- Corythucha unifasciata Champion, 1897